# Игнатий (Лебедев)
Преподобномученик Игнатий (в миру — Александр Александрович Лебедев; 28 мая 1884 года, город Чухлома, Костромская губерния — 11 сентября 1938 года, исправительно-трудовая колония близ города Алатырь, Чувашская АССР) — схиархимандрит, святой Русской православной церкви, причислен к лику святых как священномученик в 2000 году для общецерковного почитания.

## Биография
Родился в семье потомственного почётного гражданина Александра Константиновича Лебедева.
В 1903 году закончил Солигаличское духовное училище и Костромскую духовную семинарию. Поступил в Казанский ветеринарный институт. В этот период большое влияние на Александра оказало общение с преподобным Гавриилом Седмиезерным (Зыряновым), который благословил Александра на иноческий путь. В 1908 году, после окончания ветеринарного института, Лебедев поступил послушником в Зосимову пустынь Владимирской губернии.
В марте 1915 года пострижен в мантию с именем Агафон. Вскоре после пострига заболел инфекционной болезнью, давшей осложнение в виде паркинсонизма.
В 1918 году рукоположён в иеродиакона епископом Феодором (Поздеевским).
В 1920 году патриархом Тихоном в Троицком храме Патриаршего подворья в Москве рукоположён в сан иеромонаха.
После закрытия Зосимовой пустыни по благословению старца иеросхимонаха Алексия (Соловьёва) переехал в Москву и поселился в Высоко-Петровском монастыре, наместником которого был назначен в 1924 году с возведением в сан архимандрита.
Игнатий (Лебедев) изображён Павлом Кориным на картине «Русь уходящая» (слева от амвона в схимническом облачении).

## Арест, ссылка и кончина
Преподобномученик Игнатий скончался 11 сентября 1938 года в исправительно-трудовой колонии близ города Алатырь Чувашской АССР.

## Канонизация
Причислен к лику святых новомучеников и исповедников Российских для общецерковного почитания постановлением Священного Синода о канонизации новомучеников и исповедников от 27 декабря 2000 года.
День памяти: 30 августа/12 сентября и в Соборе новомучеников и исповедников Российских.